# 皎漂

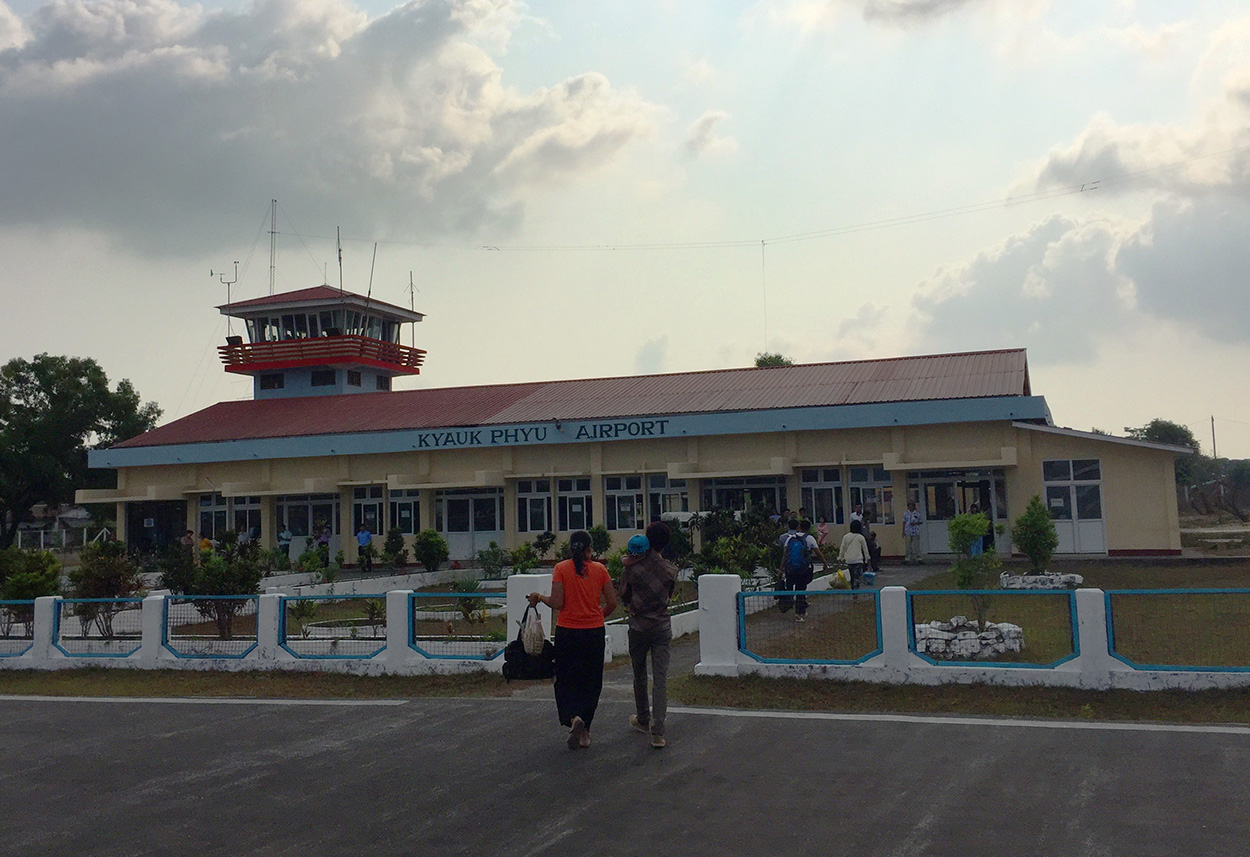
攝於皎漂機場

皎漂（Kyaukpyu），缅甸若开邦主要城镇之一，位于缅甸西部，仰光西北约400公里。皎漂坐落于孟加拉湾东岸，与兰里岛隔康伯米尔湾相望，有重要渔港和机场，人口19,456人（1983年）。
2009年，中国宣布将援助缅甸在皎漂建设大型深水港，并将从皎漂开始，向北修建一条输油管线直达云南省昆明市。